# 布勒伊马涅
布勒伊马涅（法語：Breuil-Magné，法語發音：[bʁœj maɲe]）是法国滨海夏朗德省的一个市镇，位于该省西部偏北，属于罗什福尔区。

## 地理
布勒伊马涅（45°59'3"N, 0°57'30"W）面积22.25 平方千米，位于法国新阿基坦大区滨海夏朗德省，该省份为法国西部滨海省份，北起旺代省，西临大西洋，南至吉倫特省，东南接多爾多涅省，东北接德塞夫勒省接壤，东临夏朗德省。
与布勒伊马涅接壤的市镇（或旧市镇、城区）包括：巴隆、锡雷多尼斯、卢瓦尔莱马赖、羅什福爾、圣洛朗德拉普雷、韦尔热鲁、伊沃。

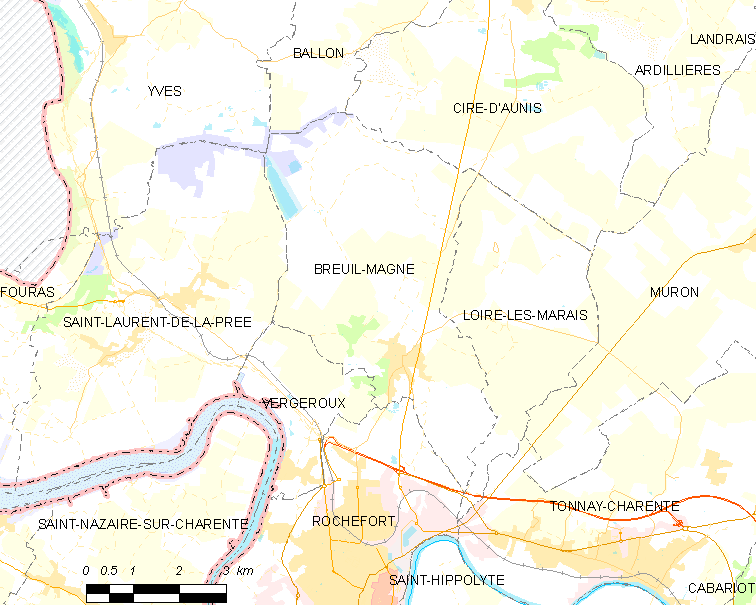
布勒伊马涅的OSM定位图

布勒伊马涅的时区为UTC+01:00、UTC+02:00（夏令时）。

## 行政
布勒伊马涅的邮政编码为17870，INSEE市镇编码为17065。

## 政治
布勒伊马涅所属的省级选区为托奈夏朗德县。

## 人口

1962-2008年间布勒伊马涅人口变化图示

布勒伊马涅于2022年1月1日时的人口数量为1891人。